# سدم أطلسي
السُدم الأطلسي (باللاتينية: Sedum atlanticum) نوع نباتي يتبع جنس السدم من الفصيلة المخلدية.

## الموئل والانتشار
موطنه المغرب العربي.